# أوكستايتيجا
أوكستايتيجا هو ملعب كرة قدم متعدد الأغراض يقع في بانيفيزبس، ليتوانيا، يتسع لـ 4000 متفرج. تم افتتاحه في 1965. تم تجديده في 2008.